# 218. strelska divizija (ZSSR)
218. strelska divizija (izvirno rusko 218. стрелковая дивизия; kratica 218. SD) je bila strelska divizija Rdeče armade v času druge svetovne vojne.

## Zgodovina
Divizija je bila ustanovljena leta 1941 v Gusjatinu, bila deaktivirana julija 1942 in bila ponovno ustanovljena novembra 1943 v Kijevu.